# Schistidium chenii
Schistidium chenii är en bladmossart som beskrevs av Cao Tong, Gao Chien och Zhao Jian-cheng 1992. Schistidium chenii ingår i släktet blommossor, och familjen Grimmiaceae. Inga underarter finns listade i Catalogue of Life.